# 华人

全球華人分布地圖。
華人主要分佈地
1,000,000人以上
100,000人以上
10,000人以上
1,000人以上

華人广义上為东亚中國地區民族後裔，即為中華民族後裔。文献定义是指「华人有广义和狭义之分，广义的华人是中華民族的後裔，狭义的华人则是专指已经取得外国国籍的原华侨、其后裔，又称华裔」，在中國也称海外華人、外國華人、外籍華人。中華民族由多个民族组成，與西方種族概念不同。「华」是中国的代称。西晋江統《徙戎論》裡，华人同中國人、秦人、汉人的含义一样。唐朝后，华人也被称为唐人。满族建立清朝后，华人不仅限于汉族，而包含少数被汉化的少数民族。清末民初，華人、華僑都指旅居大清境外的清國人，含義無差別。在某些汉语语境中，“华人”是“洋人”对应词，而“中国人”是“外国人”对应词。现今，侨居海外的人士若具有中華人民共和國國籍，一般称作华侨，如為中華民國國籍的，則依政治取向不同，而稱爲華僑或台僑。但在某些场合，为方便，会使用“华侨华人”之综合称谓不做国籍区分。当今各國华人分布在世界200个国家、地区，人数已达六千多万。其中，东南亚华人数量占海外的華人总数的一半以上，其次是北美。也有已落地生根海外的华人回到自己的祖籍地定居。
| 「華人」的定義                                          | 出處                 |
| 1. 中華民族後裔 2. 旅居各國的中華民族後裔               | 《國語辭典》         |
| 1. 中國人 2. 中國血統的外國公民                         | 《現代漢語詞典》     |
| 1. 中国人的统称 2. 取得所在国国籍而有中国血统的外国公民 | 《辞海》             |
| 漢族                                                    | 《海外华人百科全书》 |

## 名称
“华”指華夏，是中国和中國人的古称，如《左傳·襄公十四年》載戎子駒支說「我諸戎飲食衣服，不與華同，贄幣不通，言語不達，何惡之能為？」。「華人」最初在《三國志》中指兗州華縣（今山東費縣）人，《三國志》：「臧霸字宣高，泰山華人也。」西晉江統所作《徙戎論》中将“華人”与“汉人”混用，與夷狄相對，用來指遵行中原諸夏禮習、不行胡俗的百姓。
“秦人”、“中國人”始见于《史記》，“汉人”、“汉民”始见于《汉书》。汉武帝太初四年，贰师将军李广利复征大宛，“闻宛城新得汉人知穿井，而其内食尚多”，而《史记·大宛列传》记载此事时，“汉人”一词记作“秦人”。秦人与汉人二称在汉代之转换由此可见一斑。南北朝时期，在北朝，中国人的内涵发生了变化，不仅指汉人，也包括少数民族。在唐朝之後，外國稱中國人為唐人。清代将“汉人”与“满人”相对而称，而“华人”、“中国人”则包括满人在内，并逐渐成为与“洋人”、“外国人”相互区别的称谓。
1876年，两广总督刘坤一开始用“华民”和“华人”称呼一般华侨，用“华商”称呼旧金山的华侨商人团体。接任刘坤一的张之洞，除了保留“华民”、“华人”、“华商”的称呼之外，还以“华工”代替了当时惯用的“苦力”称呼。1896年梁啟超等人提出中華民族概念，將華人與西人相對，作為自身民族的概稱。清光緒33年（1907年），章炳麟在日本東京《民報》上發表的〈中華民國解〉考證：“漢族原自西來，就華山以定限，名其國土曰「華」，此為「華民」或「華人」一詞之由來。”
《国语辞典》对华人的原解释第二条为“特指旅居海外的中国人”。2015年《重编国语辞典修订本》将其改为“特指旅居海外的华裔人士”。华人对应的英语词为“Ethnic Chinese”，华裔对应的英语词为“Overseas Chinese Descendants”。

## 国籍
清政府《大清国籍条例》（1909）、北洋政府《修正国籍法》（1914）和国民政府《国籍法》（1929）等三部中国国籍法，均有规定：对于“数世不归”的华侨，继续保留其中国国籍，“冀其后裔绵延”，无论若干世系仍属中国国籍。因此，凡是具有中国血统而居住国外的人，都被认为是华侨。根据现行中华民国法律，华人指旅居海外的華裔人士。華僑指「移居國外的中國人，其未喪失中國國籍者」，入外國籍者也包括在內。
由於中華人民共和國意識到東南亞華僑及華人問題，可能成為中國與東南亞國家的外交爭議。因此在1953年9月，總理兼外長周恩來於第一屆全國人民代表大會中報告海外華僑問題時，提出解決華僑（華人）問題的方法，內容如下：
|  | 取消華僑（華人）的「雙重國籍」，中華人民共和國要規範仍有中國籍的「華僑」不得干涉當地政治。 |

1955年万隆会议期间，中华人民共和国政府正式宣布不赞同华侨的双重国籍，并与有关国家签订关于解决华侨双重国籍问题的条约。根据中华人民共和国法律，華僑是移居海外的中國人及其後代，仍保留中國國籍。若移居海外的中國人及其後代(華僑或華人後裔)，已加入或已取得居住国国籍者(沒有中華人民共和國國籍)，是「外籍華人」。
华裔一般指具有中国血统的华人、华侨后代，也包括与其他民族通婚的混血兒后代。而根據《現代漢語詞典》，華裔是華僑在僑居國所生並取得僑居國國籍的子女。

## 語言
中國華人，普遍能說漢語族語言（包括粵語、客語、闽语、吴语、官话等）之一，也能使用漢字。在海外华人占多数的地区以外，除第一代華人移民外，大部分的第二代華人（包含混血華人）可能因为缺乏漢语教育，而无法流利的書寫漢語漢字，或衹會說漢語口語和簡單的閱讀，甚至完全不懂漢語，衹能以該地區的語言作溝通。然而，在有完整的漢语教育下，海外华人还是能够基础的掌握漢语文化，如马来西亚大部分地區因为有相对完善的華文教育，使馬來西亞華人普遍都能說流利的漢語和漢語方言（以閩臺片閩南話、客家話、潮州話和廣府話為主），而新加坡雖然以英文教育為主，但仍強制華人學生修讀漢語課程，因此大部分新加坡華人也能使用漢語。

## 身分认同
各國華人不一定拥有中國國籍，许多华人已经归化入所在国国籍，如泰国华人、馬來西亞華人等等。在化約主義、中國民族主義影響下，部分中國人會認為外籍華人是狹義上的中國人，如2008年諾貝爾化學獎如祖先已移居美國許久的美籍華人得主錢永健在記者採訪中自稱「我有中國血統」、「我是土生土長的美國人」、「我不是中國科學家」，而引來一些人的抨擊。
第一代和第二代的華人移民，由於曾經擁有中國國籍和在中國出生成長，既使移民外國甚至入籍居住國國籍，有部份仍會自稱中國人，表示對中國人身分的認同感和中國家鄉的情懷，第三代開始仍稱自己為中國人即為極少數。
極少數的外國華人，既使從來沒有擁有中國國籍、在中國出生成長、前兩項兼具有或前兩項都沒有，但仍認為自己是中國人，不過幾乎是文化上的中國人，而不是國籍上的中國人。

## 知名学者
諾貝爾獎是包括生理學或醫學獎、物理學獎、化學獎、文學獎、和平獎、經濟學獎在内的一年一度的國際性獎勵。迄今，世界上已有900個人或組織獲得諾貝爾獎，其中有1.33%為華人。1957年獲得物理學獎的楊振寧、李政道是最早獲獎的華人，两人获奖时僅具中華民國國籍，但數年後皆取得美國國籍，有中華民國和美國雙重國籍。杨振宁于2015年放棄中華民國國籍和美國國籍，取得中華人民共和國國籍。此外还有物理学奖得主丁肇中、朱棣文、崔琦、高锟，化学奖得主钱永健、李远哲，文学奖得主高行健等。
沃尔夫奖是颁发给数学、物理、化学、医学、农业和艺术等领域的奖项，在国际上享有很高声誉，有以色列“诺贝尔奖”之称。其中数学奖的华人得主有陈省身、丘成桐，化学奖得主邓青云等，医学奖得主钱永健，农业奖得主杨祥发。